# Ottenstein (Nedersaksen)
Ottenstein is een gemeente in de Duitse deelstaat Nedersaksen. De gemeente maakt deel uit van de Samtgemeinde Bodenwerder-Polle in het Landkreis Holzminden. Ottenstein telt 1.152 inwoners.

## Plaatsen in de gemeente
- Ottenstein
- Glesse
- Lichtenhagen
- Sievershagen

## Geschiedenis
Ottenstein ontstond in of voor het jaar 1182 rondom een door de edelman Otto VII von Everstein gesticht kasteel. Het plaatsje verkreeg al spoedig marktrecht en verwierf zodoende de status Marktflecken, tussen dorp en stad in. Van een één km verder noordelijk gelegen dorpje Hattensen, dat in de vroege 15e eeuw bij oorlogsgeweld afgebrand werd, trokken de overlevende bewoners naar Ottenstein. Het in romaanse stijl gebouwde, 12e- of 13e-eeuwse kerkje van dit voormalige dorp, omgeven door een kerkhof, is blijven staan als rouwkapel bij deze begraafplaats. Dit kerkje is ook in het gemeentewapen afgebeeld. Ottenstein had van de 15e tot en met de 17e eeuw veel te lijden van oorlogsgeweld, uitbraken van besmettelijke ziektes en hongersnoden door (op hun beurt weer door natuurgeweld veroorzaakte) misoogsten.
Het kasteel werd in 1701 afgebroken en maakte plaats voor een Amtshaus, zetel van de lokale bestuurder uit naam van de landsheren. Tot 1929 zetelde hier nog een  Amtsgericht, wat erop wijst, dat Ottenstein in het verleden belangrijker is geweest dan sinds de Tweede Wereldoorlog. Helaas is dit fraaie, grote vakwerkhuis in 1976 gesloopt.
Van 1810 tot 1871 was Ottenstein een belangrijke halte van verschillende postkoetsdiensten.
Door de minder gunstige ligging, het fenomeen van vergrijzing en de afwezigheid van werkgelegenheid brengende industrie of nijverheid daalt het bevolkingscijfer van Ottenstein sedert circa 1990 langzaam: in 1996 had de gemeente nog 1.401 inwoners.

## Afbeeldingen

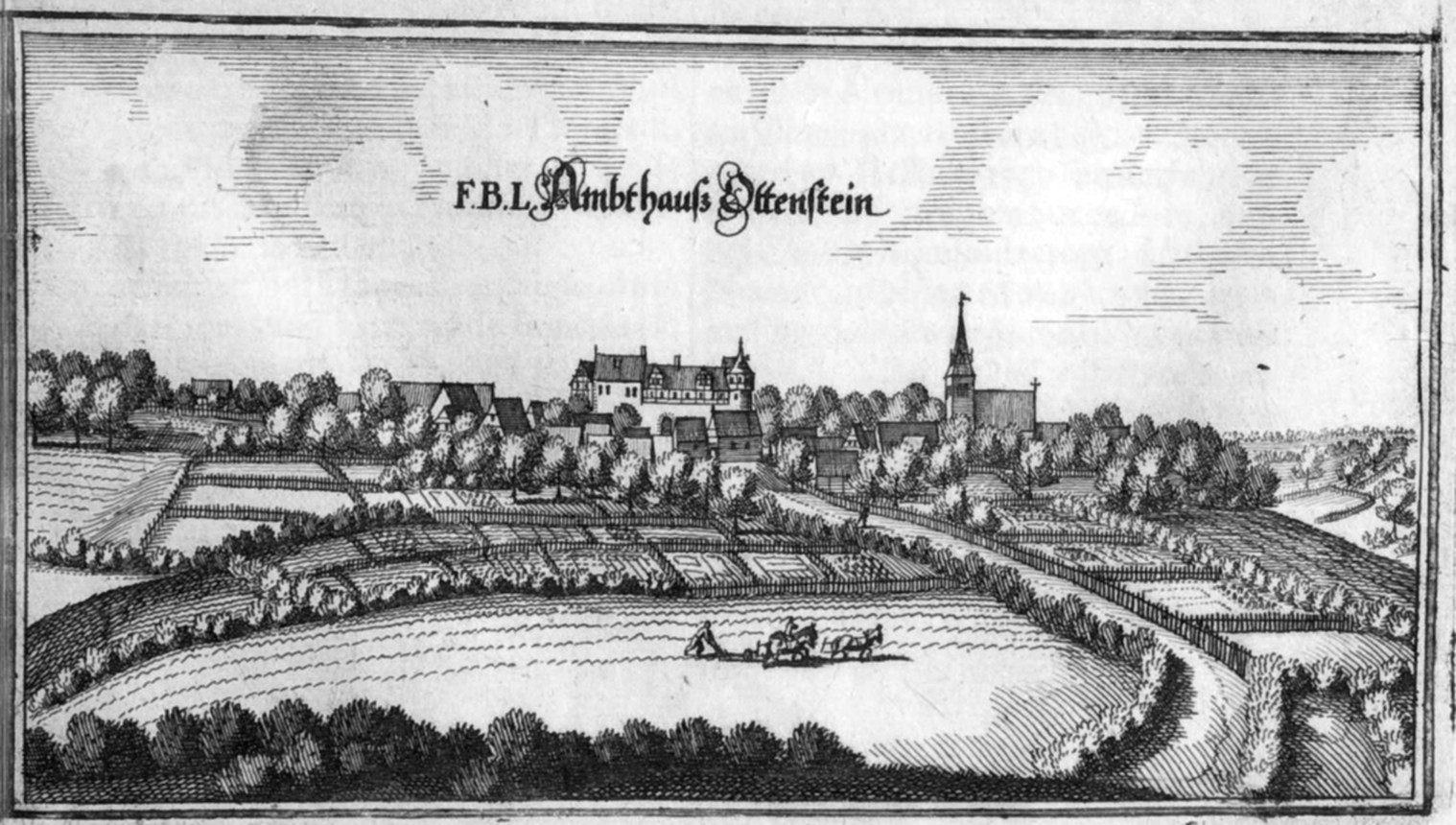
Merian-ets (17e eeuw) van Ottenstein, dat toen nog een kasteel had
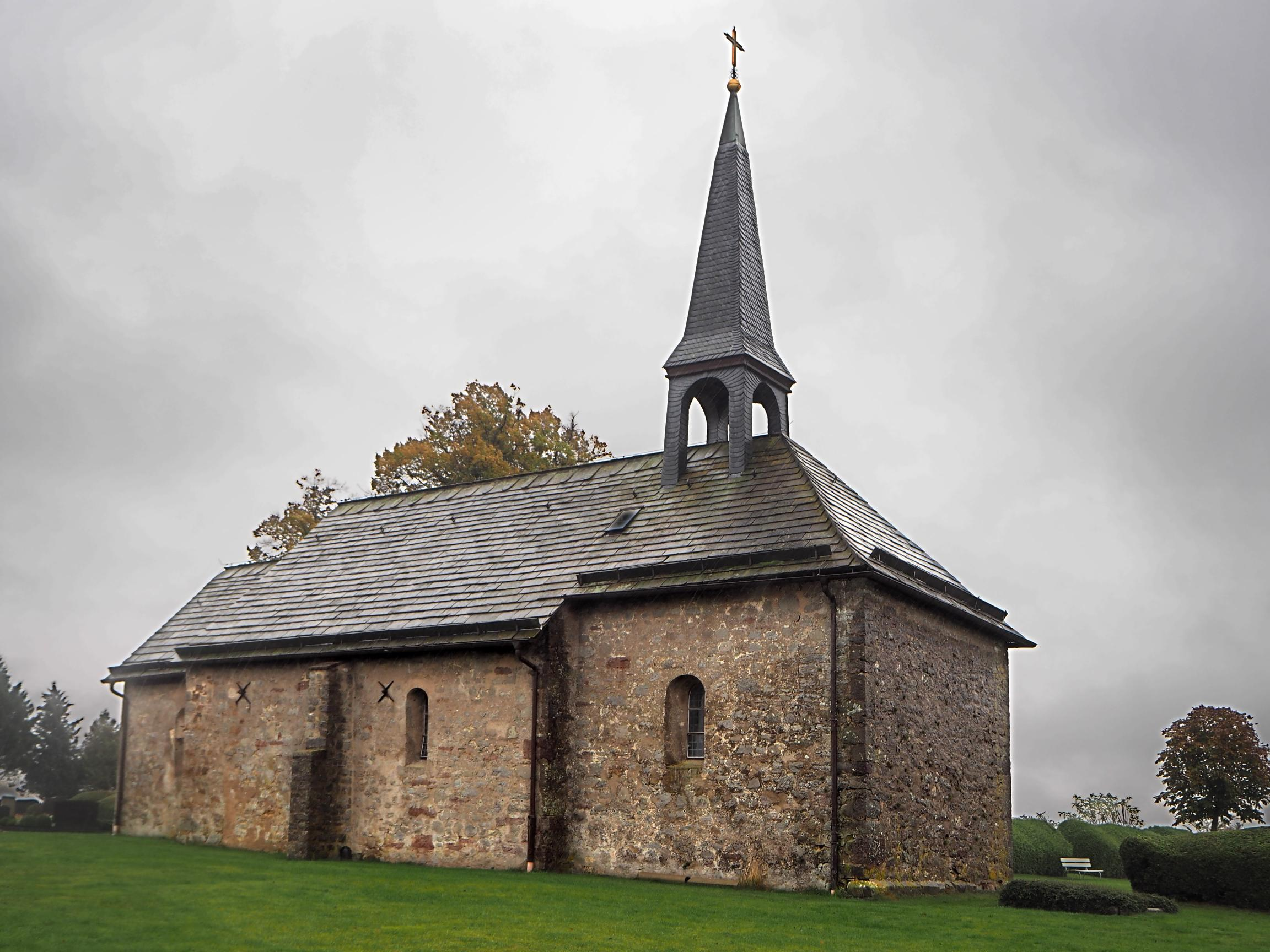
Hattenser kapel

- Gemeinsame Normdatei: 7739672-8
- Nationale Bibliotheek van Tsjechië: ge1203731

Arholzen · 
Bevern · 
Bodenwerder · 
Boffzen · 
Brevörde · 
Deensen · 
Delligsen · 
Derental · 
Dielmissen · 
Eimen · 
Eschershausen · 
Fürstenberg · 
Golmbach · 
Halle · 
Hehlen · 
Heinade · 
Heinsen · 
Heyen · 
Holenberg · 
Holzen · 
Holzminden · 
Kirchbrak · 
Lauenförde · 
Lenne · 
Lüerdissen · 
Negenborn · 
Ottenstein · 
Pegestorf · 
Polle · 
Stadtoldendorf · 
Vahlbruch · 
Wangelnstedt